# 3:19
3:19 és una pel·lícula espanyola del 2008 escrita i dirigida pel mexicà Dany Saadia.

## Argument
Què passaria si les nostres vides fossin regides per la casualitat i ens allunyessim de les normes que ens regeixen? Tot estaria regit per l’atzar. Tres nois participen en un joc ideat per conèixer noies atractives provocant la intervenció del destí. Ilia, desnonat per una malaltia terminal, Eric, vitalista pertorbat pels seus sentiments i Andy, ingenu i transparent que els uneix.
Una història sobre l'amor, l'amistat i la lleialtat mostrada a través d'uns personatges que viuran la seva vida una manera diferent gràcies a les casualitats.

## Repartiment
- Miguel Ángel Silvestre - Ilan
- Félix Gómez - Eric
- Bárbara Goneaga- Lisa
- Juan Díaz - Andy
- Diana Bracho - Lucía
- Salomé Jiménez - Alexandra
- Alexandra de la Mora - Luciana

## Crítiques
| «                       | "Original (...) La desgràcia és que l'òpera preval de Dany Saadia només tingui aquesta virtut inicial, i finalment el treball resulti més marcià que insòlit. (...) A cada estona, 3.19 sembla una pel·lícula distinta, encara que el pitjor és que cap d'elles resulta atractiva." | » |
| — Javier Ocaña, El País | |   |

| «                       | "Són valents els seus diàlegs i notables les seves interpretacions (...) Curiosa però alambinada (...) Puntuació: ★★½ (sobre 5)." | » |
| — Toni Vall a Cinemanía | |   |

| «                         | Un malabarisme improbable de comèdia romàntica i melodrama de malalties mortals fa que sigui un espectacle una mica enlluernador ... La pel·lícula de cites intel·lectuals (completa amb animació) és ideal per al conjunt universitari, però pot ser una venda difícil per als distribuïdors. | » |
| — Robert Koehler, Variety | |   |

## Premis
Va participar al Festival de Màlaga del 2008, on va guanyar la bisnaga al millor director (Saadia) i al millor actor (Silvestre) de la secció paral·lela ZonaZine. També va participar en la XXIX edició de la Mostra de València, on va guanyar els Premis al millor llargmetratge i a la millor interpretació masculina de Mostra Cinema Valencià,